# Amphimallon variolatus
Amphimallon variolatus är en skalbaggsart som beskrevs av Leon Fairmaire 1880. Amphimallon variolatus ingår i släktet Amphimallon och familjen Melolonthidae. Inga underarter finns listade i Catalogue of Life.